# 尤帕約基
尤帕約基（芬蘭語：Juupajoki）是芬蘭南部皮尔坎马区的市镇。始建於1913年，市镇面積为274.95平方公里，最高點海拔高度170米，2023年人口数量为1,708人。

## 外部連結
- 官方网站  （文）